# Lilleø
Lilleø  (dt.: Kleine Insel) ist eine dänische Insel im Smålandsfarvandet (dt.: Smålandsfahrwasser) nördlich der Insel Lolland. Die Insel hat eine Größe von 86 Hektar und wird von 6 Einwohnern (1. Januar 2023) ständig bewohnt. Die Insel gehört zur Kirchspielsgemeinde (dän.: Sogn) Askø Sogn, die ursprünglich zur Harde Fuglse Herred im Maribo Amt gehörte, ab 1970 zur Maribo Kommune im damaligen Storstrøms Amt und seit der Kommunalreform zum 1. Januar 2007 zur Lolland Kommune in der Region Sjælland.
Lilleø ist über einen 700 Meter langen Damm mit der etwas größeren Insel Askø verbunden. Der um 1915 gebaute Damm erweiterte die Landwirtschaftsmöglichkeiten für die Inselbewohner.